# 토머스 뎅
토머스 조크 뎅(영어: Thomas Jok Deng, 1997년 3월 20일 ~ )은 오스트레일리아의 축구 선수이다. 포지션은 센터백이며 현재 일본의 알비렉스 니가타에 소속되어 있다.